# Jiangjunosaurus
Jiangjunosaurus („ještěr od města Jiangjunmiao“) byl rod tyreoforního dinosaura z čeledi Stegosauridae, který žil v období rané svrchní jury (stupeň oxford, asi před 161 až 156 miliony let) na území současné západní Číny (Ujgurská autonomní oblast Sin-ťiang, Džungarie).

## Historie
Fosilie tohoto stegosaurida byly objeveny v sedimentech souvrství Š'-šu-kou roku 2002 a vykopány členy Čínsko-americké paleontologické expedice. Formálně byl dinosaurus popsán mezinárodní čtveřicí paleontologů v roce 2007. Holotyp s označením IVPP V 14724 byl objeven v sedimentech souvrství Shishugou a sestává z nekompletní kostry subadultního jedince.

## Popis
Podle Gregoryho S. Paula měřil tento druh asi 6 metrů na délku a jeho hmotnost mohla dosáhnout přibližně 2500 kilogramů. Thomas R. Holtz, Jr. udává pro tento rod délku 7 metrů. Predátorem, který tyto stegosauridy aktivně lovil, mohl být například teropod rodu Sinraptor nebo Monolophosaurus.